# 特拉維斯·勒德洛
特拉維斯·勒德洛（英語：Travis Ludlow，2003年2月13日—），英國飛行員。他在2021年時，成為全球最年輕獨自環繞地球飛行的人，他當時的年齡是18歲又150天。

## 早年生活
勒德洛於2003年2月13日出生。他出身於白金汉郡伊布斯通。據他的父親尼克親述，他從10歲開始便有做機師的抱負。他的祖父是英國皇家空軍（RAF）的攝影師，是其家庭唯一一個與航空有關聯的人。勒德洛於12歲的時候獲得踢拳黑带，並於青少年時期利用一台單輪腳踏車完成一次鐵人三項。
14歲時，勒德洛成為英國最年輕的滑翔機飛行員，他曾在2年前接受首課滑翔課。他在16歲時取得了私人飛行執照，其時他正於白金漢郡的大馬洛學校準備其普通教育高級程度資格證明。他於17歲時，成為英國最年輕的持證私人飛行員。

## 獨自環繞世界的飛行

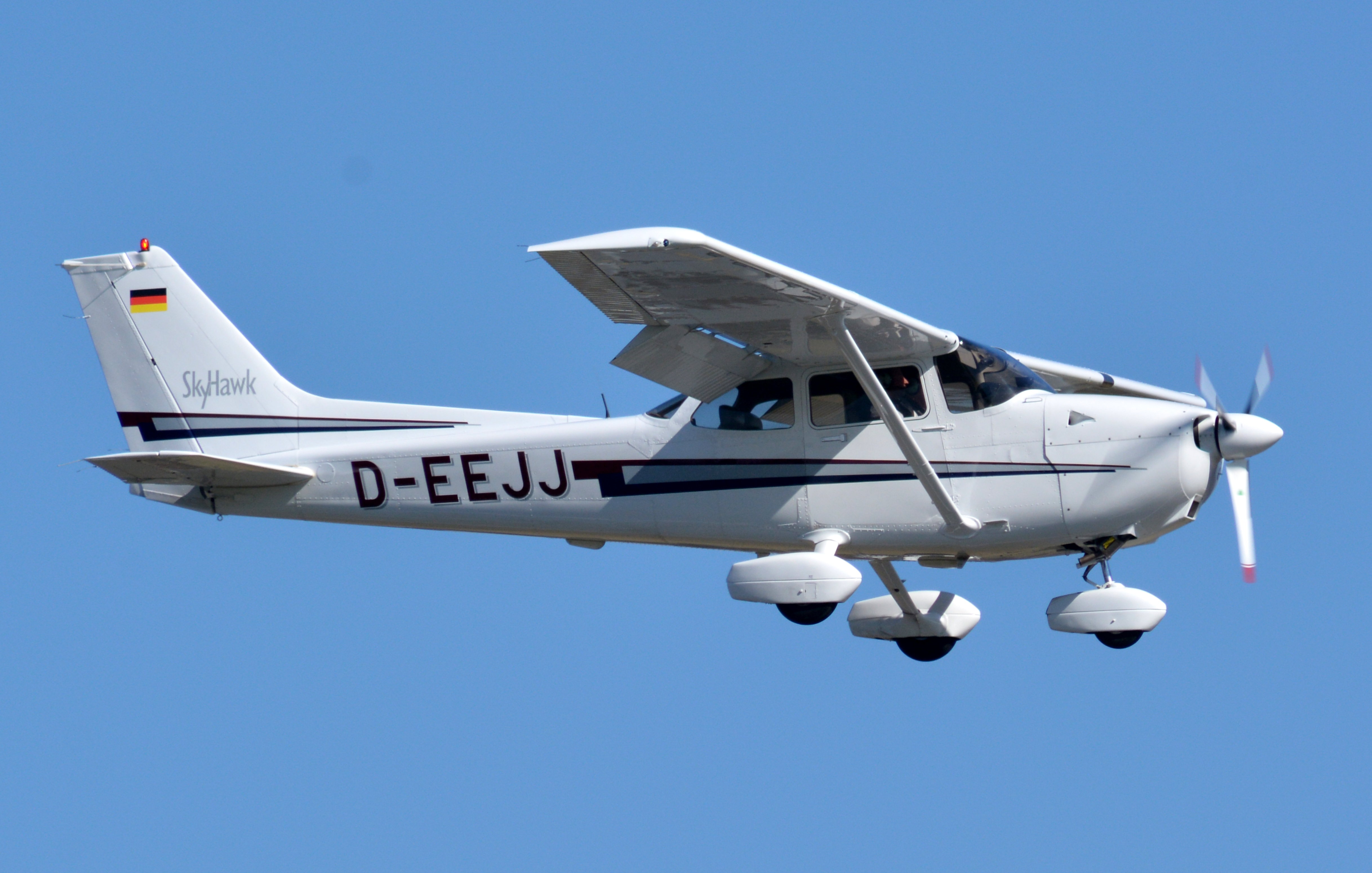
勒德洛駕駛的是塞斯納172R飛機

勒德洛的目標是要打破由美國人梅森·安德魯斯（Mason Andrews）保持的最年輕獨自環繞地球飛行者記錄。安德魯斯於2018年10月完成其旅程時，年僅18歲零163日。一名吉尼斯世界纪录發言人稱，若要打破上述記錄，需提供一份包含所有起飛與著陸時間細節的正式飛行記錄、目擊者陳述，以及相片和影片確認。鑒於2019冠状病毒病疫情，勒德洛未能如願於2020年6月首週起飛。與此同時，他修改其飛行路線，以避開南美洲等疫情重災區（virus hotspot），同時於美國境內增加中途站，以彌補失去的飛行距離。
2021年5月29日，勒德洛駕駛一台塞斯納172R柴油飛機，從荷蘭特格機場出發。他的飛行路線橫跨四大洲、15個國家和63個中途站。行程伊始是跨越北歐飛行。在俄羅斯，他從克麥羅沃飛往烏蘭烏德的途中，曾飛越贝加尔湖。他在中国－俄罗斯边界附近因燃料不足，不得不降低飛行速度至85英里每小時（137每小時）。數週後，受寒冷天氣影響，他被迫在堪察加的一次飛行中返航。
勒德洛越過當地，進入阿拉斯加，飛到加尼福尼亞，並飛越大峽谷。在蒙大拿州洛磯山脈上，勒德洛報告稱，當一股快速的下沉氣流把他拉向山坡時，他遇到了一些冰與湍流的問題。勒德洛於德克萨斯州停留數天，以接種其第二劑2019冠状病毒病疫苗；他亦曾於路易斯安那州門羅作停留，以拜訪前記錄保持者梅森·安德魯斯。2021年7月1日，他於紐約著陸，並圍繞自由女神像飛行一圈，然後飛往加拿大，曾於蒙特利尔及薩格奈停留。由於酒店房間供應不足，他未能如願於薩格奈過夜，而選擇飛往古斯貝過夜。2021年7月9日，當勒德洛從愛爾蘭多尼戈爾飛往直布罗陀時，其航程的總飛行距離已超過赤道處地球周長的長度。這是要達成世界記錄的最短距離。他於荷蘭著陸，完成其環繞地球的航行，及後返回英國領取其世界記錄證書。勒德洛亦指出，他想達成的下一項世界記錄，是駕駛電動飛機環繞地球飛行的記錄。

## 外部連結
- 官方网站